# Aki Arimizu
Aki Arimizu (有水 亮 Arimizu Aki?), född 10 augusti 1999 i Osaka prefektur, är en japansk fotbollsspelare.
Arimizu började sin karriär 2017 i Cerezo Osaka.